# Estación de Faido
La estación de Faido es la principal estación ferroviaria de la comuna suiza de Faido, en el Cantón del Tesino.

## Historia y situación
La estación de Faido  fue inaugurada en el año 1882 con la puesta en servicio al completo de la línea Immensee - Chiasso, más conocida como la línea del Gotardo.
Se encuentra ubicada en el borde sur del núcleo urbano de Faido. Como servicios al cliente cuenta con despacho de billetes y aparcamiento. Cuenta con dos andenes, uno central y otro lateral, a los que acceden tres vías pasantes. A ellas hay que sumar otra vía pasante además de un par de vías muertas para el apartado y estacionamiento de trenes.
En términos ferroviarios, la estación se sitúa en la línea Immensee - Chiasso. Sus dependencias ferroviarias colaterales son la estación de Ambrì-Piotta hacia Immensee y la estación de Lavorgo en dirección Chiasso.

## Servicios Ferroviarios
Los servicios ferroviarios de esta estación están prestados por SBB-CFF-FFS y por TiLo:

### Larga distancia
- IR Basilea-SBB - Olten - Lucerna - Arth-Goldau - Schwyz - Brunnen - Flüelen - Erstfeld - Göschenen - Airolo - Faido - Biasca - Bellinzona - Giubiasco - Lugano - Mendrisio - Chiasso
- IR Basilea-SBB - Olten - Lucerna - Arth-Goldau - Schwyz - Brunnen - Flüelen - Erstfeld - Göschenen - Airolo - Faido - Biasca - Bellinzona - Cadenazzo - Locarno.
- IR Zúrich - Zug - Arth-Goldau - Schwyz - Brunnen - Flüelen - Erstfeld - Göschenen - Airolo - Faido - Biasca - Bellinzona - Giubiasco - Lugano - Mendrisio - Chiasso
- IR Zúrich - Zug - Arth-Goldau - Schwyz - Brunnen - Flüelen - Erstfeld - Göschenen - Airolo - Faido - Biasca - Bellinzona - Cadenazzo - Locarno.

### TiLo
TiLo opera servicios ferroviarios de cercanías, llegando a la estación algunos trenes aislados de la línea S10 procedente de Airolo que tiene como el otro extremo a Chiasso, aunque la mayoría de servicios realizan el trayecto Biasca - Albate-Camerlata. Estos servicios parte de Airolo hacia Chiasso por la mañana y regresan por la noche.
- S 10 (Airolo - Faido -) Biasca - Castione-Arbedo - Bellinzona - Lugano - Mendrisio - Chiasso - Como San Giovanni - Albate-Camerlata